# T65突擊步槍
T65突擊步槍（另稱65式步槍）是中華民國陸軍第一種自行設計量產與配發服役的5.56公釐口徑突擊步槍，於1968年在當時的國防部部長蔣經國指示下展開研發工作，以美國M16突擊步槍為槍身藍本，同時加上來自美國AR-18突擊步槍的設計理念而成；使用6條右旋膛線，纏距178mm。T65系列步槍總產量逾50萬支。目前使用部隊有陸軍二線部隊如後備旅和新兵訓練中心、中華民國空軍、中華民國海軍、警政署及海巡署。

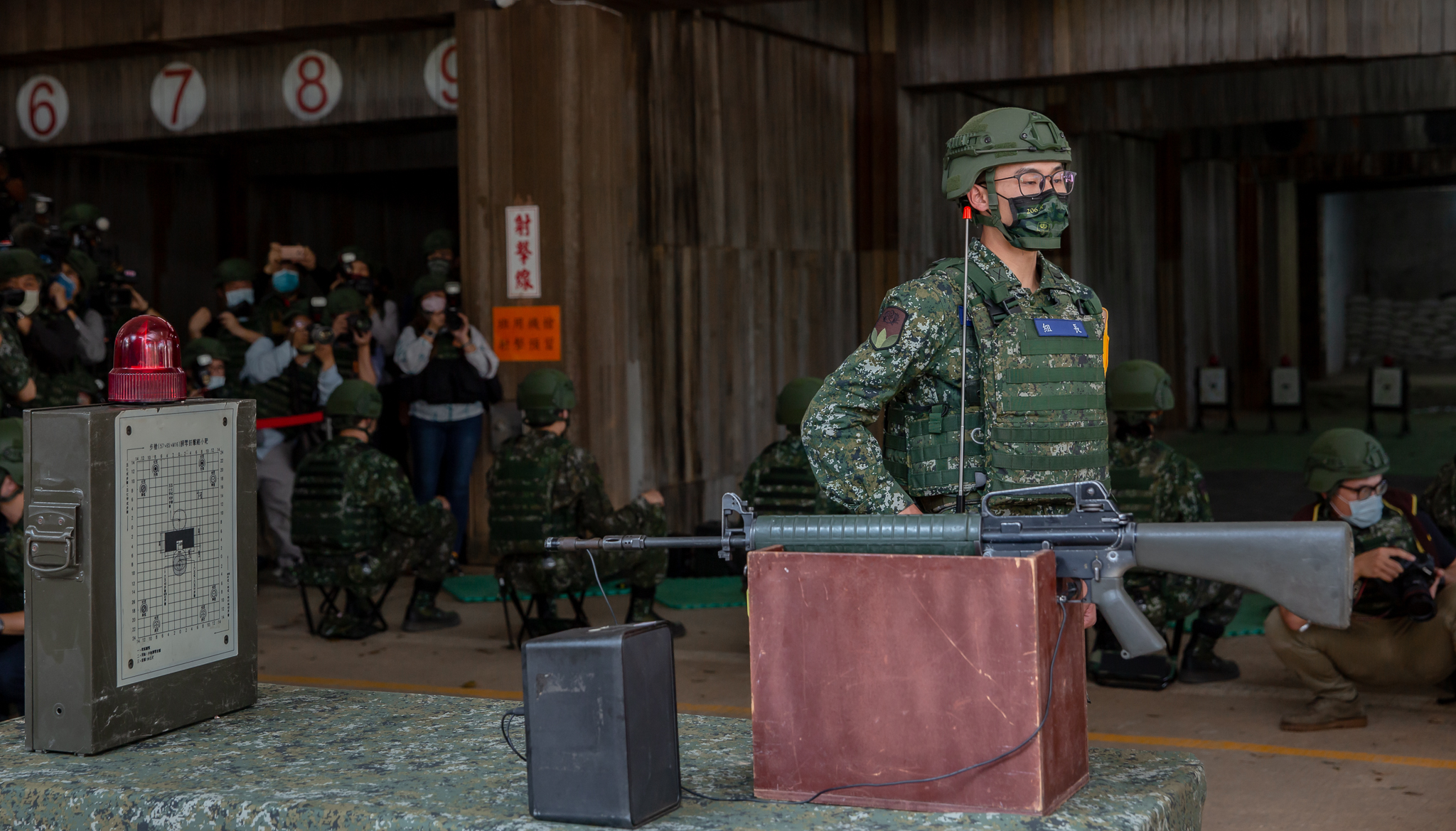
2022年3月12日，中華民國陸軍步兵第二〇六旅教育召集訓練如何使用T65K2突擊步槍。

## 研發歷史
在1970年至1973年間，中華民國陸軍聯勤205廠曾以美製AR-18為範本製造兩把5.56公釐步槍，但是與AR-18不同的是採用固定式槍托設計。現今這兩把樣槍陳列於聯勤205廠與中科院系統製造中心（前聯勤207廠）。

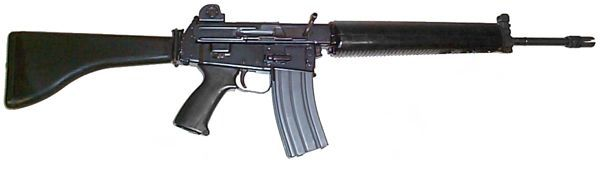
AR-18步槍

中華民國陸軍聯勤205廠曾製造過一款試驗型T64步槍。採用了阿瑪萊特（ArmaLite）AR-18的短行程活塞傳動（Short stroke）、護木設計，其餘絕大部分為M16步槍設計，另外也加入了夜間準星與照門設計，為T65的前身。今日AR家族為增進可靠性亦紛紛推出採用短衝程活塞傳動式設計或套件。

## 衍生型

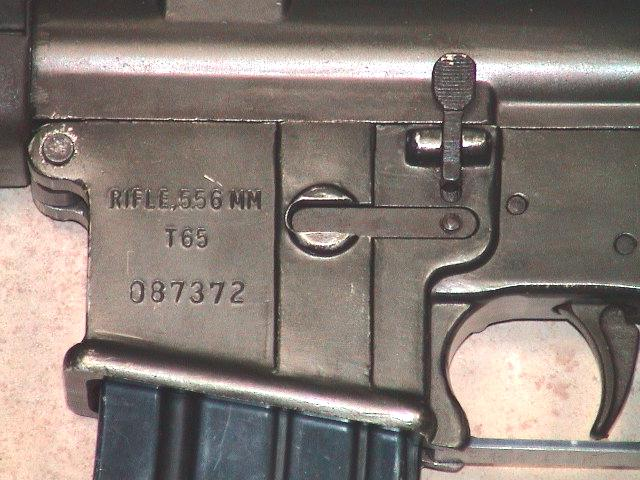
T65突擊步槍的機匣圖片。

T65從1968年（民國57年）12月開始研發，於1976年（民國65年）6月正式定型，於1978年6月（民國67年，建新44號案）進入量產階段。第一批量產數量為1,000支，此後逐年生產並裝備部隊，直到1987年開始逐漸被T65K2取代。護木內部塗有隔熱銀漆但效果不彰，配備國造65式刺刀。T65步槍在國軍中服役後出現不少問題，如頻頻卡彈、護木容易燙手、零組件容易變形損壞，且子彈威力不足。

### T65K1突擊步槍
T65K1是T65的改良版本。T65K1的產量很少，只有約24,000支，還有部分外銷其他國家使用，如巴拿馬、海地。目前此槍枝使用為後備部隊。

主要改良的部分：
- 槍支的護木設計與材質
- 護木表面設計凸肋紋方便握持
- 護木內加裝鋁質隔熱片（全槍重增加0.03kg）
- 氣孔螺（瓦斯調節鎖螺）改成凸出螺帽樣式（T65是隱藏樣式）便於工具使用。

### T65K2突擊步槍
T65K2突擊步槍是由位於高雄的聯勤205廠於1987年所開發的，針對原T65式步槍、T65K1步槍的缺失，並參考美國製M16A2步槍及世界各國先進步槍的優點研發而成，並於該年4月正式投入生產線生產，T65K2可使用TC71、TC74和SS109子彈。
改良重點：
- 增設提把（類似美國的M16），方便士兵攜行，並加裝射程調整螺（刻有射程分劃從300至800公尺，每50公尺有一刻度為一響）；提把右側有夾具，可裝上聯勤生產的TS75輔助瞄具，以增強日間及夜間的射擊準確度。
- 改用旋轉鈕響式照門（類似M16A2的左右可調式照門）。
- 槍口避火罩（防火帽）採前柵後8孔式，兼具消燄及制退功能，能使T65K2步槍後座力減少約30%。
- 在護木內加設鋁質隔熱片，可讓射手持續射擊120發子彈，其溫度維持在攝氏50度內。
- 射擊模式改為全自動、三連發和半自動發射，比M16A2多一種選擇模式，而控制三連發的扳機組棘輪在設計上也與M16A2不同。不過右手握持握把時，姆指轉撥選擇鈕較困難（全自動＞三發點放，或全自動＞保險）[2]。
- 可選用聯勤T85榴彈發射器。
- 護木、握把與槍托一同採用綠色塗裝與機匣、槍管的黑色塗裝形成視差，強化單兵偽裝效果。
- 照門可上下左右調整，方便射手直接調整，不必如M16A1或T65須靠5.56mm彈頭輔助方能調整。此照門組非常容易聚積砂土，增加保養之不便。且多了上下調整功能，照門組調高後，結構必較不耐重擊碰撞[2]。

但經改良後，T65K2仍有相當多的缺點，如照門準心容易偏移、護木容易因撞擊後而搖晃、固定式槍托不符合人體力學、提把鏡座是特殊規格，僅能相容軍備局自製瞄具。目前已遭國軍淘汰成為二線部隊用槍及教學用槍使用。T65K2步槍除軍隊使用之外，內政部警政署、海巡署亦採購使用。

#### 槍管膛線纏距
國造T65K2步槍改用了SS109子彈，所以T65K2槍管膛線纏距為178mm。有別於T65使用M193子彈,膛線纏距為304mm。
M193－－槍口初速991公尺/秒，最大有效射程460公尺。
SS109－－槍口初速948公尺/秒，最大有效射程800公尺。
SS109槍口初速略慢，彈頭較重，子彈轉速較高；但動能與速率衰減較M193低，所以SS109穿透力與射程皆優於M193。
聯勤生產的SS109命名為TC74穿甲彈，與美軍SS109～M855彈頭相同有一層薄綠漆以便區別；T65K2仍舊可以發射M193子彈，但無法發揮M193子彈的彈道性能。

#### T65K2軍訓教學用槍
中華民國教育部部頒的高中之軍訓課程中，有持槍行進及敬禮之基本教練、槍械原理與大部零件介紹，中華民國多數的高中生有接受過實彈射擊體驗，一般民間高中院校會有一間軍械室，用來收放教學用的T65K2。此槍屬於後備動員用，於民國83年開始換裝各高中職原有的手動栓式步槍，領槍時需由校內軍訓教官代為執行督導，其他人均不得入內。如遇戰爭，教學槍可緊急更換彈簧及槍管，即可成為實際操作之戰鬥用步槍，以投入戰事提供火力支援。
- 教學槍將槍機部分零件、動力彈簧卸除，裝上一般彈簧，槍口灌鉛封死。護木、握把與槍托均為褐色塗裝，槍托用白漆噴有「教學用」、槍口避火帽為紅色塗裝

### T65K2卡賓槍
1993年定型，外觀上主要將T65K2步槍的槍管縮短，並且採用伸縮槍托的特殊版本，類似美國M733卡賓槍的設計。只有少量特種作戰部隊使用。

### T65K3卡賓槍
1995年-1996年年間定型，T65K3是一種介於標準與短管T65K2步槍之間的設計，可以單手進行射擊，最大的特色是槍機、傳動以及槍托等部位以模組化的方式設計與生產，改進了擊發機構與復進裝置，槍托延用T65K2步槍的固定槍托，而非伸縮槍托。但是T65K3卡賓槍並未受到軍方採用。拉機柄採用L型設計。並有氣體調節裝置調整進氣量，另外準星座可上下調整。雖然T65K3卡賓槍未得到軍方採用，但部分技術沿用自T86戰鬥步槍。

## T65突擊步槍使用彈種
- M-193普通彈
- SS109普通彈
- TC-74鋼芯彈（彈頭綠色）
- TC-80空包彈
- TC-79曳光彈（彈頭紅色）

## 其他衍生型

### T86戰鬥步槍
T86戰鬥步槍從1990年（民國79年）初開始研發，外型與美國的M4卡賓槍類似，採用短槍管與3段式伸縮槍托，但護木設計不同，其尼龍材質護木由國內一家民間廠商提供，T86戰鬥步槍並無像T65步槍或M16步槍系列一般內置鋁質隔熱片，但其隔熱性優於T65步槍與M16步槍系列，上護木左右兩側各開5個散熱孔。主要配備空降傘兵、海軍陸戰隊、特種部隊、裝甲兵和後勤人員使用。同級的美軍M16步槍槍管熾發門檻為4個彈匣共120發，而T86戰鬥步槍則增加至6個彈匣共180發，與中華民國陸軍現行換裝T91戰鬥步槍最大的不同便在於其護木與提把（T86戰鬥步槍為固定提把）。該槍曾交由中華民國海軍精銳三棲部隊「海軍水中爆破大隊」試驗。

### T91戰鬥步槍
T91戰鬥步槍為中華民國憲兵、中華民國陸軍、中華民國海軍陸戰隊2002年後成為現行的制式步槍之一。改良T65步槍內外部設計，和T86戰鬥步槍一樣改用伸縮槍托，但是伸縮段數設為3段，而非T65步槍系列的固定槍托，與美國的M4A1卡賓槍同樣對應戰術配件、可拆式提把設計與皮卡汀尼導軌。

## 使用國家
- 中華民國
  - 中華民國國軍：截至2020年T65K2步槍有6萬5057把服役中[3]。
    - 中華民國陸軍：目前T91步槍列裝常規部隊後，用於新兵訓練、常備役教召等項目[4]。
    - 中華民國空軍：用於訓練及門哨等。
    - 中華民國海軍：列裝常規部隊、訓練及門哨等。
      - 中華民國海軍陸戰隊：列裝常規部隊、後備旅和海軍陸戰隊新兵訓練中心。

  - 內政部警政署：配置於分局、派出所等單位，用以處理各項重大治安事件。
    - 保安警察
    - 刑事警察局
    - 航空警察局
    - 鐵路警察局
    - 港務警察總隊
    - 中央警察大學
    - 臺灣警察專科學校

  - 法務部矯正署：配置於監獄等單位使用，用以處理受刑人越獄等重大事件。
  - 海洋委員會海巡署：用以強襲登入非法越界漁船、偷渡船及岸巡等事件處理。
- 海地[5][6][7]
- 巴拿马[8]
- 约旦
- 尼加拉瓜
- 巴拉圭[9][10]
- 黎巴嫩
- 利比亞
- 利比里亚[11]
- 薩爾瓦多

## 流行文化

### 登場作品
T65突擊步槍曾在下列電影、電視劇和電玩作品中出現：
電影
- 黑衣部隊之手足情深
- 報告班長3
- 號角響起
- 一九九五年閏八月
- 超級班長
- 報告班長4拂曉出擊
- 報告班長5 女兵報到
- 報告班長6 報告總司令

連續劇
- 長官好
- 大兵日記-新訓營大門守衛使用
- 新兵日記
- 勇士們
- 最好的選擇
- 天之蕉子，此槍出現的場景跟時代背景不符
- 國際橋牌社

遊戲
- SF Online
- AVA Online—在遊戲中的商城以180紅票販賣
- SF2 Online
- 絕對武力Online 2—命名為「T65K1」
- 槍戰手遊-雷霆突擊(中華人民共和國全民突擊電玩並無此槍,台灣GARENA競舞娛樂代理的雷霆突擊才有)
- 少女前線—命名為「T65」，手持T65K2，為2017年11月的簽到獎勵

## 外部連結
- （英文）—Modern Firearms-T65、T86、T91
- （中文）—槍神小口徑武器分析
- （中文）—D Boy Gun World—T65系列步枪
- （中文）—2010年9月3日巴拉圭海軍陸戰隊演習的T65步槍
- （中文）—2010年9月3日巴拉圭海軍陸戰隊演習的T65步槍
- （中文）—2020年2月23日海地軍警衝突中的T65步槍